# Angel Castresana Guinea
Ángel Castresana Guinea (Arceniega, 5 de septiembre de 1901- ?) fue un oftalmólogo español.
Nacido en Arceniega. Fue jefe del Hospital Militar de Bilbao, así como oftalmólogo del Instituto Nacional de Oftalmología. Además de escribir numerosos artículos en su especialidad, también publicó las siguientes obras monográficas: El estrabismo, Pedagogía de los ciegos, La Patología de la esclerótica, La ofthalmológia a la luz libre de rayos rojos.